# Renault 21
Pour les articles homonymes, voir R21.
 (octobre 2022).
La Renault 21 est une voiture conçue par Renault et produite de 1986 à 1996 dans les usines de Sandouville (Haute-Normandie), Envigado (Colombie) , Valladolid (Espagne), et Haren-Vilvoorde (Belgique).

## Origines et description

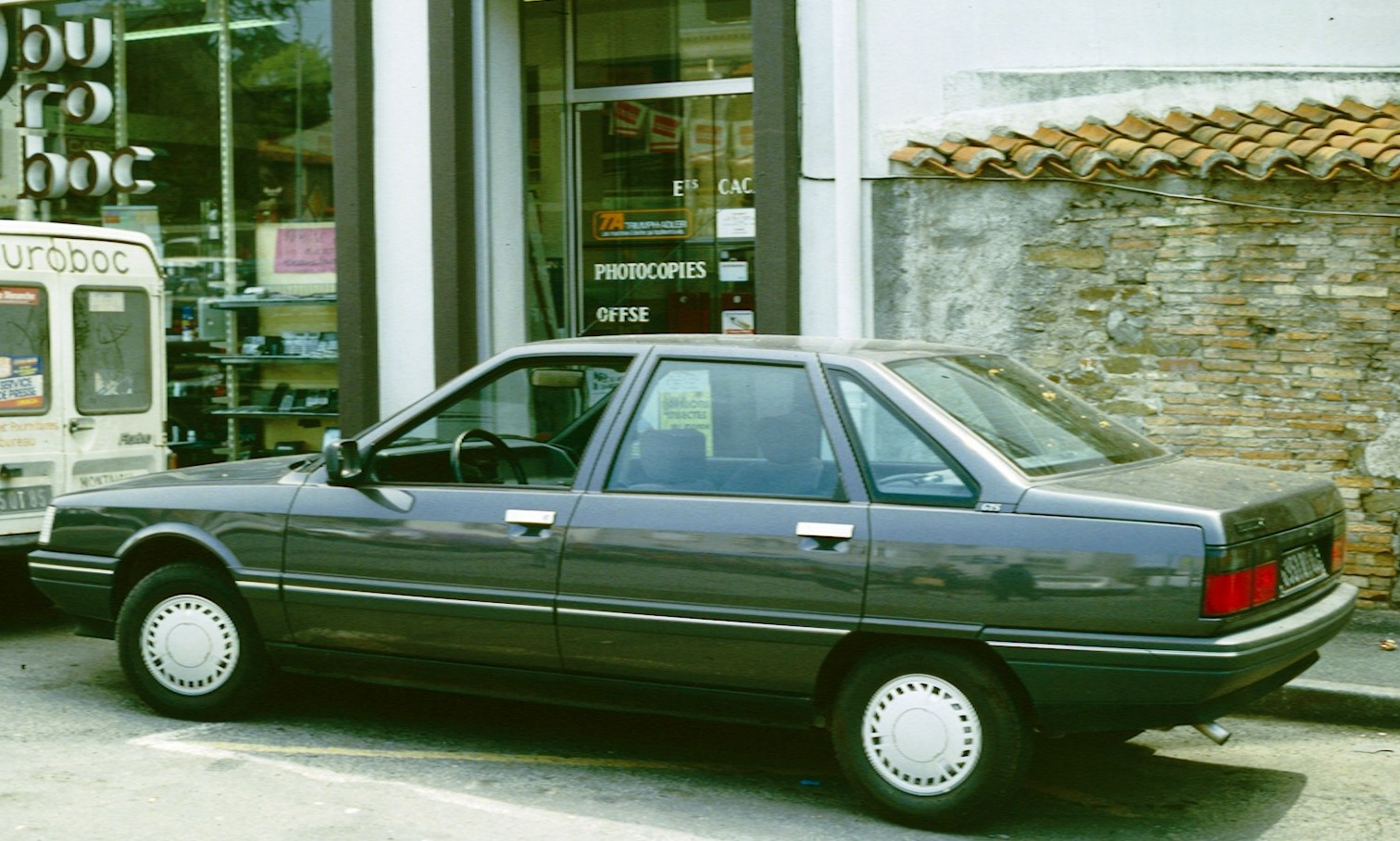
Renault 21 berline

À la fin des années 1970, celle qui s’appelle encore la Régie Nationale des Usines Renault voit les nuages poindre à l’horizon après une décennie florissante. Forte du succès phénoménal de la Renault 5 qui n’en finit pas de durer depuis son lancement en 1972, elle est pourtant la marque la plus vendue en Europe. Elle vient aussi de passer à l’offensive en Amérique du Nord en rachetant American Motors en 1979. Cependant, aucun des modèles lancés après la R5 (R14, R18, Fuego, R20/R30) n’a vraiment convaincu, la R14 s’avérant même un échec. Le remplacement des R20/R30 est déjà à l’étude mais il faut songer plus vite que prévu à la succession de la R18, dominée en Europe par la Peugeot 305 et mal adaptable au marché nord-américain. C’est donc dès l’automne 1980, deux ans seulement après le lancement de la 18, que Renault lance le projet X48.
Selon la tendance lourde dans le segment M2 (gamme moyenne haute) du marché européen, la nouvelle venue sera une traction avant. Le succès commercial spectaculaire de la transmission intégrale au début des années 1980 conduit cependant Renault à la prévoir également. Les premières esquisses de la X48 comportent un hayon, mais Renault opte finalement (au moins en premier lieu) pour une carrosserie quatre portes avec coffre classique, comme sur les R12 et R18. Ce choix peut surprendre compte tenu de l’attachement de Renault aux cinq portes, y compris en haut de gamme, et de la préférence du marché français pour celles-ci. Il est en fait dicté par deux contraintes : réussir en Amérique du Nord et en Europe du Nord où le coffre classique est indispensable, et éviter la cannibalisation interne avec la R25. La banquette arrière est toutefois rabattable (60/40) pour permettre le transport de certains objets encombrants. Un break figure aussi au plan produit mais la X48 ne sera déclinée ni en coupé ni en cabriolet.
L’architecture et les motorisations sont fortement contraintes par la crise financière de l’entreprise des années 1981-85. Pris en tenaille entre l’essoufflement commercial de tous ses modèles et les investissements nécessaires au développement simultané de leurs successeurs (R9/R11 lancées en 1982, R25 en 1983, et surtout Supercinq en 1984), Renault accuse des pertes de plus en plus lourdes. Impossible dans ces conditions de financer de nouveaux organes mécaniques pour la X48. Il faudra se contenter de dérivés de moteurs existants, à savoir des versions à injection électronique et un haut de gamme essence turbocompressé. Cette situation met les ingénieurs dans l’impasse. Trois moteurs (le déjà ancien 1,4 litre réservé à certains marchés d’exportation, le tout nouveau 1,7 litre essence des R9/R11, et le 2 litres / 2,2 litres essence et diesel des R20 et R25, encore au niveau) sont nécessaires pour couvrir toute la gamme. Mais les boîtes de vitesses existantes ne permettent d’implanter les 1,4 et 1,7 qu’en position transversale et le 2 litres qu’en position longitudinale… Renault doit donc se résoudre à industrialiser les deux architectures sur la X48, avec en conséquence des empattements et éléments de carrosserie avant différents selon les motorisations.
Les trains roulants sont étroitement dérivés de ceux de la R25 (avant) et de la R5 GT turbo (arrière). Les suspensions sont de type MacPherson à l’avant et par barres de torsion à l’arrière, abandonnant (enfin) l’essieu arrière rigide des R12 et R18. Les freins sont à disque à l’avant et à tambours à l’arrière, sauf sur les versions les plus puissantes et celles munies de l’antiblocage (le tout récent ABS Teves) qui disposent de quatre disques. Les boîtes manuelles sont celles, excellentes pour l’époque, des R9/R11 en 1,7 litre (à quatre ou cinq rapports) et des R25 en 2 litres essence et diesel (cinq rapports). En automatique, la X48 est lancée avec la boîte 4140 à trois rapports et doit ultérieurement étrenner la boîte AR4 à quatre rapports développée conjointement avec Volkswagen.
Le style extérieur est initialement confié au carrossier italien Giorgetto Giugiaro dont les propositions très anguleuses ne font pas l’unanimité en interne. Elles sont revues et légèrement adoucies par le bureau de style de Renault sous l’impulsion de Robert Opron à qui l’on doit déjà la R25. L’ensemble reste dans le style rectiligne des années 1980 mais le traitement de la face avant (en particulier la grille de calandre fermée sur les motorisations inférieures) suggère l’aérodynamisme. Ce sont aussi les designers de la maison qui conçoivent l’agencement intérieur, délibérément inspiré de celui de la R25 créé par un autre styliste illustre, Marcello Gandini.
Les graves soucis de qualité de fabrication rencontrés au lancement de la 25 fin 1983 conduisent Renault à une grande prudence technologique sur la X48. En particulier, la synthèse de la parole, un temps envisagée comme sur la 25, est abandonnée. La planche de bord à affichage numérique déjà vue sur la R11 reste quant à elle au programme. Une nouvelle version à injection du 2 litres essence atmosphérique n’est en fait que le panachage d’un bloc bien connu et de composants déjà éprouvés en 2,2 litres sur la 25. La seule vraie innovation est une version turbocompressée du 2 litres essence qui équipera le modèle de pointe de la gamme.
Reste le choix du nom. La presse imagine assez naturellement une Renault 19 pour remplacer la 18. Renault choisit finalement 21 pour souligner la montée en gamme de la nouvelle venue : outre le rapprochement avec la 25, le chiffre suggère aussi un positionnement au-dessus de la Renault 20 récemment retirée du marché en bas de segment “haut de gamme”.

## Historique

### Phase 1
Après un développement sans grands problèmes, à peine ralenti par la crise financière traversée par Renault en 1985, la 21 est lancée en mars 1986. Seule la berline 4 portes essence est initialement disponible mais la gamme est déjà étendue :
- 1,4 litre à carburateur double corps (type C2J) 68 ch, boîte manuelle 4 rapports, finition TL d’entrée de gamme (direction non assistée, lève-vitres manuels, etc.). Modèle réservé à certains marchés d’exportation (Grèce, Italie, Turquie, Espagne, Portugal).

- 1,7 litre à carburateur simple corps et rapport volumétrique réduit (type F1N) 76 ch : boîte manuelle 4 ou 5 rapports, finition TL d’entrée de gamme. Version catalysée à injection, 75 ch, sur certains marchés d'exportation (Allemagne de l’Ouest, Suisse, pays nordiques).

- 1,7 litre à carburateur double corps (type F2N), 90 puis 92 ch, boîte manuelle 5 rapports, finitions TS (entrée de gamme), GTS, (milieu de gamme, avec par exemple direction assistée et lève-vitres avant électriques disponibles en option), RS (milieu de gamme avec accents sportifs, rapports de boîte raccourcis), ou TSE (haut de gamme avec planche de bord à affichage numérique). Version catalysée à injection, 95 ch, sur certains marchés d'exportation..

- 2 litres à injection électronique multipoint (type J7R), 120 ch, boîte manuelle 5 rapports ou automatique 3 rapports en haut de gamme, finitions GTX (milieu de gamme), RX (milieu de gamme avec accents sportifs), TXE (haut de gamme avec planche de bord à affichage numérique).

- 2,2 litres catalysé à injection électronique multipoint (type J7T), 110 ch, boîte manuelle 5 rapports ou automatique 3 rapports, commercialisée uniquement sur les marchés où le catalyseur est obligatoire ou commercialement indispensable. Cette version sera la base de la “21 américaine”, la Medallion.

En mai 1986, les diesels (à 2 soupapes par cylindre, injection indirecte, et pompe rotative mécanique comme d’usage à l’époque) font leur entrée :
- 2,1 litres atmosphérique, 67 ch puis 74 ch (type J8S), boîte manuelle 5 rapports, finitions TD (entrée de gamme) ou GTD (milieu de gamme)

- 2,1 litres turbocompressé, 88 ch (type J8S turbo), boîte manuelle 5 rapports, finitions Turbo-D (milieu de gamme) ou Turbo-DX (haut de gamme mais planche de bord à affichage analogique)

À l’été 1986, c’est la sortie du break 21 Nevada (Savanna sur certains marchés) pour l’année modèle 1987. Avec son empattement allongé de 18 cm par rapport à la berline, il atteint une longueur de 4,64 m qui dépasse même les 4,62 m de la Renault 25. La Régie cherche ainsi à réunir les clientèles potentielles des 21 et 25 sur un seul modèle, une stratégie qui s'avérera payante. Sa longueur et le faible encombrement de sa suspension arrière confèrent au Nevada un volume utile exceptionnel. Banquette rabattue, l'on dispose d'un plancher long de plus de 2,10 m qui permet par exemple à un brocanteur de transporter une horloge à balancier ou une armoire ancienne hayon fermé. Une version sept places (petite banquette dans le coffre) figure aussi au catalogue.
Les éloges de la presse pleuvent sur la nouvelle venue qui fait instantanément oublier la 18. L’excellente tenue de route, le confort de la suspension et des sièges, la sobriété en carburant et les vitesses de pointe conférées par l’aérodynamique, le (relatif) silence de marche, l’habitabilité et la luminosité de l’habitacle, la visibilité, le caractère pratique du coffre font l’unanimité. En particulier, les modèles GTS et Turbo-D recueillent les compliments. La finition intérieure, si elle peut prêter à sourire de nos jours, est en énorme progrès par rapport aux précédentes Renault et s’approche du peloton de tête allemand. Tout au plus peut-on épingler une esthétique somme toute assez fade, une planche de bord un peu simpliste, et un certain manque d’allant des versions 2 litres essence par rapport à leurs concurrentes. L’Auto-Journal conclut ainsi à l’issue d’un essai sur 75 000 km largement positif : « [...] La marque est à l’honneur en matière de finition et il ne semble plus nécessaire d’utiliser des pincettes pour manier les accessoires à bord d’une Renault. La Régie redresse la barre [...] »
La qualité de fabrication, en effet, chasse les démons de la 25 et de bien d’autres. Son excellente résistance à la corrosion, talon d’Achille des voitures françaises jusqu’au début des années 1980, fera de la 21 une voiture qu'on rencontre encore régulièrement dans les années 2000 et même 2010. Les mécaniques Douvrin se révéleront d'une indéniable solidité, les 500 000 km n’étant pas inhabituels en diesel. Un break essence franchira même la barre du million de kilomètres en 2017. Un représentant de commerce parcourant 100 000 km par an atteindra lui aussi le million avec une 2,1 D.
Le succès commercial dépasse les attentes du constructeur, notamment en milieu de gamme essence. En France, la 21 chasse sans ménagement la Citroën BX de la troisième place des ventes (derrière les intouchables Renault Supercinq et Peugeot 205) et atteint jusqu'à 7% du marché, un chiffre exceptionnel dans un pays très porté sur les petites voitures. À l’exportation aussi, la Renault 21 rencontre un franc succès aux dépens des Fiat Croma et Ford Sierra, ou autres Opel Ascona et Volkswagen Passat, toutes deux en fin de cycle. Grâce aux marges confortables du segment M2, les finances de Renault s’améliorent rapidement ; l’entreprise reviendra à l’équilibre avant la fin de la décennie.

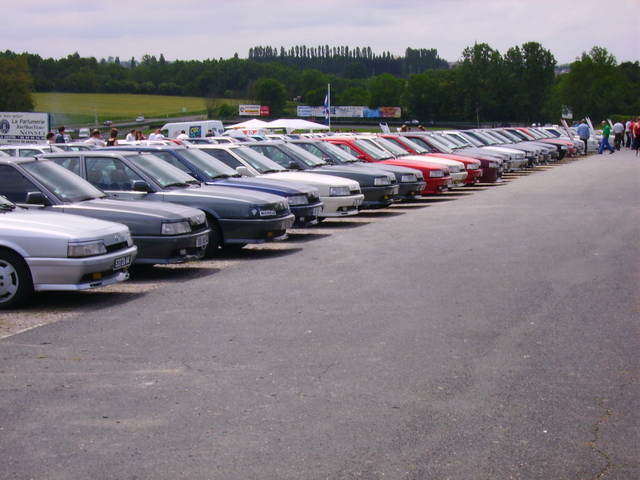
Les 20 ans de la Renault 21 Turbo à La Châtre

L'été 1987 (année modèle 1988) voit le lancement du modèle-phare de la gamme : la 21 2 litres Turbo de 175 ch (162 ch en version catalysée). Dotée de soupapes d’échappement refroidies au sodium et d’une gestion intégrale de l’injection et de l’allumage entièrement conçue par Renault et asservie à la pression de suralimentation, cette version vitaminée du moteur Douvrin est alors à la pointe du progrès technique. La 2L Turbo, vite reconnaissable à ses doubles optiques et à une présentation extérieure spécifique, est également équipée en série de l'ABS. Sa tenue de route et ses performances (227 km/h et 28,5 secondes au 1 000 m départ arrêté) sont comparables aux références du moment, les Mercedes 190 2.3-16 et BMW M3 E30. Mais une esthétique jugée tape-à-l'œil et un intérieur pas au niveau des Allemandes ont tôt fait de cantonner le modèle dans un rôle marginal à l'exportation. À partir de 1992, la gendarmerie française l’utilisera comme véhicule d'interception rapide sur autoroute.
Faute de pouvoir commercialiser dans les temps une transmission intégrale encore en cours d’étude, Renault comble temporairement un trou dans la gamme 21 en février 1988 en présentant les Nevada GTX 4x4 et GTD 4x4. Il s’agit ici de 4x4 de première génération, avec un arbre de transmission embrayable par commande manuelle vers le pont arrière et blocage de différentiel. Ces modèles se vendront peu et seront remplacés à la mi-1989 par les intégrales Quadra.
Ses qualités intrinsèques permettent à la 21 de résister au lancement en 1987 d’une redoutable concurrente, la Peugeot 405, et de parvenir à conserver la troisième place sur le marché français derrière les 205 et Supercinq en 1987 et 1988. Les ventes fléchissent par la suite, en raison de l’arrivée de trois rivales de taille, l’Opel Vectra, la nouvelle Audi 80 et la nouvelle Volkswagen Passat, et de l’évolution rapide du marché vers des formes plus arrondies qui démodent celles de la 21. La Régie pare alors au plus pressé en 1988-89 avec des séries spéciales en 1,7 essence et 2,1 turbo diesel : “Manager” (finition intermédiaire entre milieu et haut de gamme avec une petite touche sportive), “Symphonie” (finition intermédiaire et radio 4 x 6 W à commande au volant) et “Alizé” (finition intermédiaire plus climatisation et direction assistée en série). La 2 litres RX, peu vendue, est remplacée par une TI avec la même motorisation mais une présentation plus sportive. En décembre 1988, la boîte automatique à 4 rapports type AR4 remplace la 3 rapports type 4140 partout où celle-ci était proposée (GTS, TSE, GTX, TXE).

### Phase 2
À l’été 1989, Renault lance sa véritable contre-offensive avec la 21 phase 2 qui modifie profondément la gamme :
- La version 5 portes à hayon arrière tant attendue fait enfin son apparition sur les 1,4 essence, 1,7 essence, 2 litres essence 120 ch, 2,2 litres essence 110 ch, et toutes les versions diesel.

- Les faces avant et arrière sont modifiées dans un style plus au goût du jour. La planche de bord et les habillages intérieurs sont profondément revus, l’instrumentation numérique passée de mode disparaissant à l’occasion.

- Une version sportive TXI fait son apparition avec une finition intermédiaire entre TXE et 2L Turbo et une toute nouvelle variante à 3 soupapes par cylindre du 2 litres essence Douvrin (injection électronique multipoint, 140 ch sans catalyseur, 137 ch avec).

- Le 2,1 diesel atmosphérique disparaît un temps de la gamme car Renault doit privilégier son affectation à la 25 (où il ne peut être remplacé) en réponse à l’explosion de la demande en diesel sur le marché. Il est remplacé par la version atmosphérique du moteur F diesel (type F8Q), de puissance et de couple légèrement inférieurs, implanté transversalement dans la même caisse que celle des F 1,7 essence. Les nouvelles versions sont nommées SD et GSD. Ce moteur s'est avéré bien insuffisant et le montage du 1,9 dT de 95 ch aurait été préférable mais il n'est sorti qu'en juillet 91.

- La transmission intégrale (sous le nom de Quadra ou Allrad selon les marchés) devient disponible (fin 1989) sur les TXI et 2L Turbo.

- Les versions TL sont retirées de la plupart des marchés et la direction assistée se généralise à partir de la finition intermédiaire.

Les nouveaux modèles rencontrent un franc succès, surtout les GTS et Turbo-D/DX 5 portes en France. La Renault 21 reprend la troisième place du marché français à la 405 en 1990 et stabilise ses positions ailleurs en Europe.
Les ventes déclinent continûment par la suite, restant toutefois à un niveau qui permet à Renault d’attendre sans trop de soucis la sortie de la Laguna prévue pour 1994. Le rythme des changements ralentit comme d’usage sur un modèle en fin de carrière.
À l’été 1991 (année modèle 1992), la 21 Baccara fait tout de même son apparition à la suite de la décision de doter toute la gamme Renault de cette finition de luxe. Il s’agit d’une 2 litres 120 ch (ou 2,2 110 ch catalysée) dotée entre autres d’une sellerie cuir spécifique, de la climatisation automatique, et d’inserts bois sur les garnitures de portes. L’intérieur de la 21 n’avait pas vraiment été prévu pour cela et le résultat n’est pas des plus heureux, ce qui limitera le modèle à une diffusion confidentielle.
En avril 1992, les appellations changent : Prima pour le bas de gamme, Manager en milieu de gamme, et Alizé pour l'équipement luxe. Dans le même temps, la gamme s’adapte à la réglementation européenne qui impose le catalyseur sur tous les modèles à essence au 1er janvier 1993. Le 1,7 essence à carburateur 92 ch et le 2 litres essence 120 ch sont remplacés sur tous les marchés par le 1,7 injection 95 ch et le 2,2 litres injection 110 ch, appellations et finitions des modèles restant inchangées. Les TXI et 2L Turbo ne conservent plus que leurs versions catalysées. Si celles-ci et les 1,7 ne souffrent pas du changement, les ventes du 2,2 litres, peu performant et affublé en France d’une puissance fiscale dissuasive (11 CV), tombent à un niveau insignifiant.
Début 1993, la 2L Turbo Quadra disparaît du catalogue, le break abandonne la référence au chiffre 21 et prend le simple nom de Renault Nevada. L’opération est destinée à donner une identité propre à un modèle destiné à survivre à la 21 pendant deux ans, jusqu’au lancement du break Laguna. À cette occasion, le Nevada adopte la nouvelle terminologie de finitions (RL, RN, RT) inaugurée sur la Clio et en cours d’extension à toute la gamme. La berline 21, en toute fin de carrière, conserve les anciennes appellations.
La production des 21 à essence en Europe cesse en janvier 1994 au lancement de la Laguna. Les berlines diesel continuent jusqu’à la sortie de la Laguna diesel fin 1994, et le Nevada jusqu’à la sortie du break Laguna fin 1995. La production continue en Argentine, en Colombie et en Turquie pour les marchés de grande exportation jusqu’à fin 1996. Au total, il se sera construit 2 096 000 berlines et breaks, dont 412 000 Nevada.

### La Renault 21 en Amérique du Nord
Une version nord-américaine de la 21 est brièvement commercialisée (1988-89) sous les noms de Renault Medallion puis Eagle Medallion après le rachat par Chrysler des actifs nord-américains de Renault. Elle est équipée du 2,2 litres catalysé 110 ch, de la boîte automatique 4140 à trois rapports, de faces avant et arrière spécifiques, et de deux niveaux d'équipement qui lui sont propres. Arrivée trop tard pour Renault, “cadeau d’adieu” encombrant pour Chrysler, elle ne percera pas aux États-Unis face aux allemandes et aux japonaises.
Dernier produit nord-américain de la Régie, la Renault Premier (puis Eagle Premier) reprend la plate-forme de la Renault 25 et y greffe les trains roulants de la 21 sous une carrosserie spécifique dessinée par Giorgetto Giugiaro. Lancée en 1988, elle non plus ne connaîtra pas le succès et disparaîtra en 1992.

### La Renault 21 de course, catégorie "superproduction"

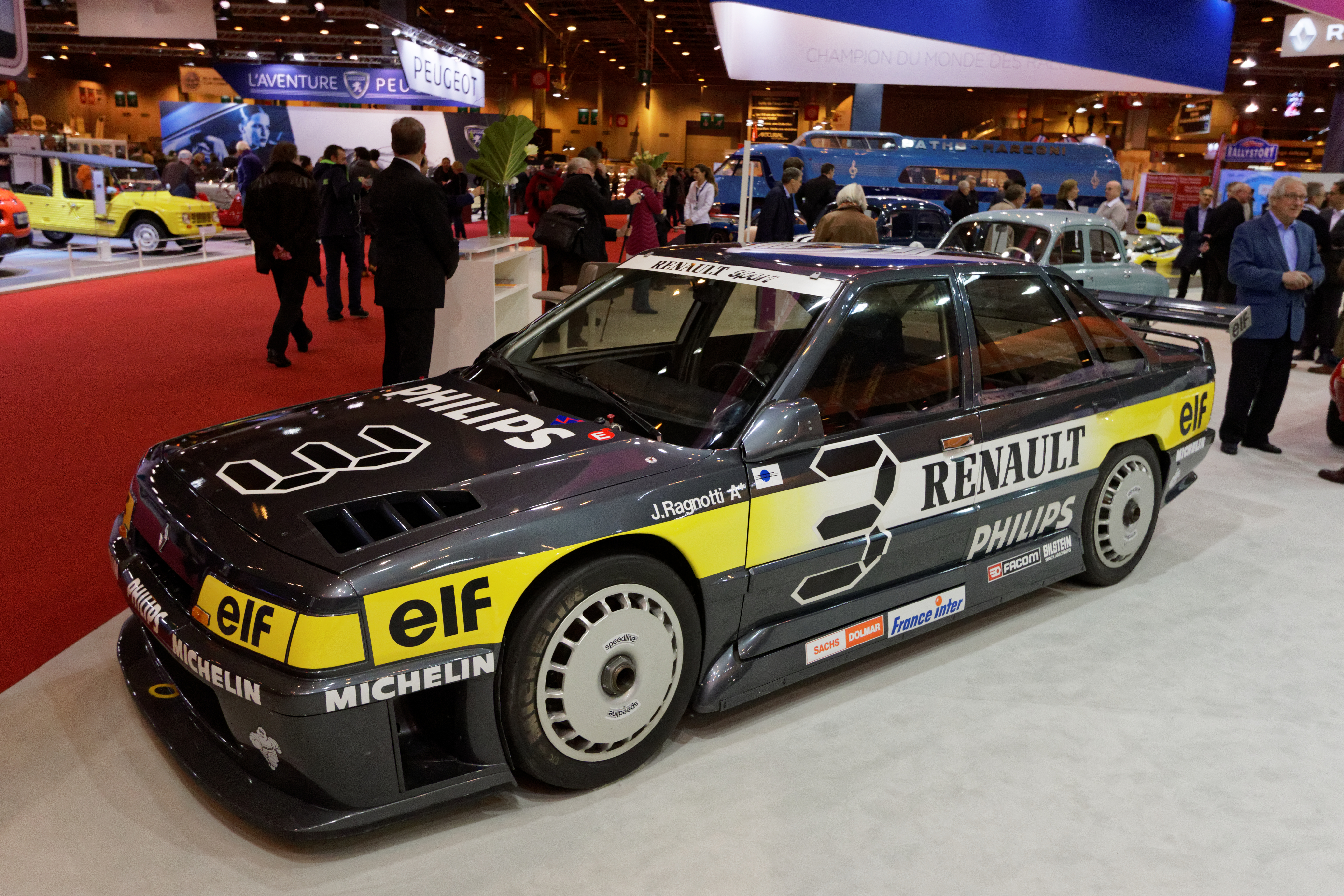
Renault 21 Turbo 4x4 Superproduction de Jean Ragnotti, victorieux de l'édition 1988 du Championnat de France des voitures de production.

Le moteur de la Renault 21 2 Litres Turbo 4x4 Superproduction développe 430 ch à 8 000 tr/min. L'arbre de transmission est en fibre de carbone. Ce modèle domine la saison 1988 du championnat de France de "superproduction" avec six victoires sur dix courses disputées.

## Postérité
Avec d'indéniables qualités, la Renault 21 a fait une honnête carrière en concurrence avec la Peugeot 405. Grâce à leur robustesse mécanique (surtout en diesel), les survivantes se font pléthore en collection au début des années 2020 malgré une réglementation de plus en plus sévère qui finit de les chasser du parc automobile. Cependant certaines survivantes sont passées en carte grise collection. La 2 litres turbo essence suscite un intérêt réel en collection. Les autres versions intéressantes seront les TXE, RS, RX ou TI ainsi que les TXI et Quadra en Ph2 . Comme pour sa grande sœur la R25, ce furent les versions GTS en Ph1 et Turbo D -DX en Ph2 qui furent a l'époque les versions les plus diffusées. En Amérique du Nord, la Medallion restée très confidentielle en neuf a disparu de la circulation depuis longtemps déjà.
Les nouveautés technologiques présentées sur la 21 ont ouvert la voix aux descendantes avec ABS, climatisation régulée, etc. Le 2 litres à injection 120 ch a disparu de la gamme moteurs Renault en 1992 au profit du moteur F. Le bouillant 2 litres turbo essence a été remplacé par un V6 plus adapté à sa remplaçante la Laguna en 1994. La boîte automatique AR4 ainsi que ses cousines AD4 et AD8 ont été retirées du marché en 1998. Très bien accueillie en Amérique du Nord, celle-ci a engendré toute une gamme de modèles (entre autres la Chrysler Vision vue en Europe) jusqu’à son remplacement en 2005 par une nouvelle plate-forme à roues arrière motrices.